# Victoria (TV-serie)
Victoria är en brittisk dramaserie från 2016, skapad av Daisy Goodwin och med Jenna Coleman i titelrollen som drottning Victoria. Bland övriga huvudroller märks Tom Hughes, Peter Bowles, Catherine Flemming, Daniela Holtz, Nell Hudson, Rufus Sewell och Peter Firth.
Victoria hade premiär den 28 augusti 2016 på ITV. Den första säsongen bestod av åtta avsnitt och slutade den 9 oktober 2016. I september 2016 förnyade ITV Victoria för en andra säsong, följt av ett julavsnitt, som båda visades under 2017. I december 2017 förnyade ITV Victoria för en tredje säsong. I juli 2021 bekräftade ITV att det inte fanns några planer på att göra en säsong fyra.

## Handling
Den första säsongen skildrar drottning Victorias (spelad av Jenna Coleman) första regeringsår 1837, från hennes kröning när hon var 18 år, till hennes intensiva vänskap och förälskelse med Lord Melbourne (spelad av Rufus Sewell), till hennes frieri och tidiga äktenskap med prins Albert (spelad av Tom Hughes), och slutligen till födelsen av deras första barn Victoria 1840.
Den andra säsongen följer Victorias kamp om att hantera sin roll som drottning, samtidigt som hon måste ta hand om sin make och barn.

## Om serien
Serien tillkännagavs i september 2015 när Coleman bestämde sig för att lämna TV-serien Doctor Who för att ta på sig rollen som drottning Victoria.

## Rollista

### Huvudroller
- Jenna Coleman – Drottning Victoria[7]
- Tom Hughes – Prins Albert[8]
- Peter Bowles – Hertigen av Wellington
- Catherine Flemming – Hertiginnan av Kent[7]
- Daniela Holtz – Baroness Lehzen[8]
- Nell Hudson – Miss Skerrett[9]
- Ferdinand Kingsley – Charles Elmé Francatelli[10]
- Tommy Knight – Archibald Brodie[11]
- Nigel Lindsay – Sir Robert Peel[8]
- Eve Myles – Mrs. Jenkins[12]
- David Oakes – Prins Ernest
- Paul Rhys – Sir John Conroy[7]
- Adrian Schiller – Penge[9]
- Peter Firth – Hertigen av Cumberland och Teviotdale[7]
- Alex Jennings – Kung Leopold
- Rufus Sewell – Lord Melbourne[7]

### Återkommande roller
- Anna Wilson-Jones – Lady Portman
- Margaret Clunie – Hertiginnan av Sutherland
- Nichola McAuliffe – Hertiginnan av Cumberland[8]
- Jordan Waller – Lord Alfred Paget
- Basil Eidenbenz – Lohlein